# Liste der Stolpersteine in Neukirchen-Vluyn
Die Liste der Stolpersteine in Neukirchen-Vluyn enthält die Stolpersteine, die im Rahmen des gleichnamigen Kunst-Projekts von Gunter Demnig in Neukirchen-Vluyn verlegt wurden. Mit ihnen soll an die Opfer des Nationalsozialismus erinnert werden, die in Neukirchen-Vluyn lebten und wirkten.

## Liste der Stolpersteine
| Name                 | Adresse                | Bild | Inschrift | Verlegedatum | Biografie und Anmerkungen |
| -------------------- | ---------------------- | --- | --- | ------------ | --- |
| Johanna Kaufmann     | Niederrheinallee 346 · | Bild gesucht Die Wikipedia wünscht sich an dieser Stelle ein Bild vom Ort mit diesen Koordinaten 51.438081 6.530149 . Motiv: Niederrheinallee 346: Stolpersteine für Familie Kaufmann, die Lage und das Haus Falls du dabei helfen möchtest, erklärt die Anleitung , wie das geht. BW | Hier wohnte Johanna Kaufmann geb. Frank Jg. 1869 Flucht 1938 Belgien 1940 Frankreich interniert Gurs tot 12.9.1940 Pau | 8. Dez. 2014 | Johanna Frank wurde im Jahr 1869 geboren. Sie heiratete Benjamin Kaufmann († Februar 1933), ein Sohn (Karl Leyser) und eine Tochter (Johanna jun., andere Quellen nennen Anna) sind bekannt. Johanna floh 1938 zur Familie ihrer Tochter (Felix Gerson und Johanna (Anna) Gerson, geb. Kaufmann und den Kindern Ingeborg, Helga und Hans Josef) nach Aldekerk. Von dort aus fliehen alle Weihnachten 1938 zu Karl ins belgische Elen. Nach dem Einmarsch der deutschen Wehrmacht in Belgien flieht die ganze Familie nach Südfrankreich. Hier wurden sie von den französischen Behörden im Camp de Gurs interniert. Am 12.09.1940 verstarb Johanna (wahrscheinlich infolge der Entbehrungen auf der Flucht und der katastrophalen Unterbringung und Mangelernährung im Lager Gurs) in einem Hospital in Pau. Die Familie Gerson zog zurück in ein Nachbardorf von Elen (in Belgien). Von dort aus wurde die gesamte Familie Gerson (mit dem letzten Transport aus Belgien) ins KZ Auschwitz deportiert, wo alle ermordet wurden. Für die Familie Gerson wurden in Kerken fünf Stolpersteine verlegt. |
| Karl Leyser Kaufmann | Niederrheinallee 346 · | Bild gesucht Die Wikipedia wünscht sich an dieser Stelle ein Bild vom hier behandelten Ort. Falls du dabei helfen möchtest, erklärt die Anleitung , wie das geht. BW | Hier wohnte Karl Leyser Kaufmann Jg. 1900 Flucht 1933 Holland 1942 Belgien versteckt gelebt befreit/überlebt           | 8. Dez. 2014 | Karl Leyser Kaufmann wurde im Jahr 1900 als Sohn von Benjamin Kaufmann und seiner Ehefrau Johanna Kaufmann, geb. Frank geboren, eine Schwester (Johanna, auch Anna genannt) ist bekannt. Als Beruf wird Viehhändler angegeben. Nach der Machtübernahme der Nationalsozialisten flieht er nach Venlo. Dort konvertiert er zum christlichen Glauben und heiratet Anfang 1934 Gertrud Offermann (aus Oppum). Nach Ausbruch des Krieges fliegen beide ins belgische Elen. Karl Leyser wurde von den Nationalsozialisten misshandelt (bekannt ist ein Menschenversuch in einem Kloster in den Ardennen), für den Rest des Krieges wurde er versteckt und überlebte. Um eine Wiedergutmachungsrente zu bekommen, übersiedelte Karl Leyser 1959 nach Krefeld, verzog aber danach recht bald (aus gesundheitlichen Gründen) nach Südtirol, wo er 1962 verstarb. |